# Língua maskelynes
Maskelynes, ou Kuliviu, é uma língua Oceânica falada nas ilhas Maskelynes, sul de Malakula, Vanuatu por cerca de 1300 a 1400 pessoas. É falada principalmente nas vilas Pelog, Lohvari e Lutes. Há falantes da língua também em Luganville, Espírito Santo (ilha) e em Port Vila, Éfaté.
Maskelynes se relaciona com línguas com o Axamb, Burmbar, Port Sandwich, que são faladas nas proximidades.

## Escrita
A forma do alfabeto latino ensinada por missionários aos nativos é adaptada à fonologia da língua. Não se usam as letras C, F, J, Q, X, Z. Usam-se adicionalmente as formas b̃, ǝ, m̃, ṽ, ŋ, p̃

## Amostra de texto
Pai Nosso
Atǝmanamito len nǝmav, nahǝsam̃ tiyalyal tabtab. Gegǝmai hǝn nǝvanuan p̃isi lǝb̃itoh pipihabǝlam̃, Nǝsa gotolǝŋoni m̃au tevisi, len navile a pan hum ŋai tovisi len nǝmav. Viol hǝn nǝhanian husur nǝboŋ ṽisusua mai ginamito, Rub̃at nǝsaan sinamit gail, sum̃an ŋai namttorub̃at nǝsaan silat lotogole hǝn ginamito. Sagidam̃ hǝn natideh hǝn b̃italtal ke namtigol nǝsaan, be lav kuv ginamito dan navǝlan atenan tosa vǝsa masuṽ, tovi tǝmat..